# حصان المقابض

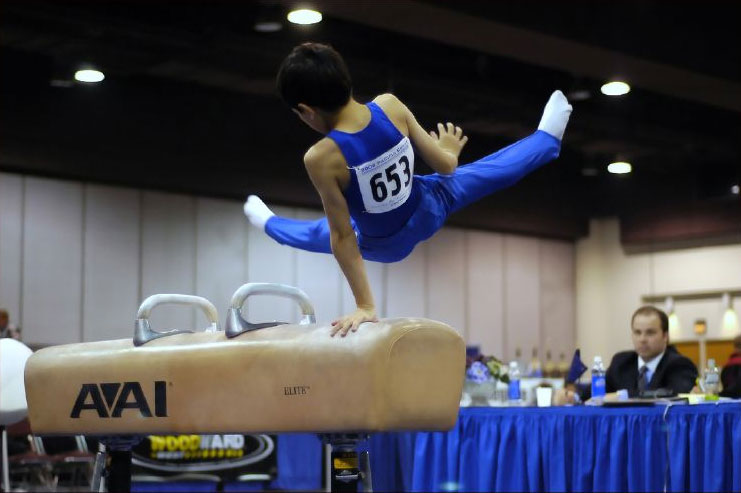
لاعب على حصان الحلق

حصان المقابض أو حصان الحلق ارتفاعه 115 سم وفيه مقبضين ارتفاعها عن سطح الحصان 12 سم متصلة بجسم الحصان والمسافة بينها 40 – 45 سم ويجب أداء الجملة الحركية على جميع أجزاء الحصان متضمنة مرجحات الرجلين الدائرية المضمومة والمفتوحة وحركات بند ولية والمقصات وحركات الوقوف على اليدين كما ويجب أن تنتهي الجملة الحركية بحركة هبوط
انظر المقال الأصلي : جمباز فني